# Adolf Philippi (Politiker)
Adolf Jacob Philippi (* 2. Januar 1840 in Usingen; † 17. Mai 1923 ebenda) war Abgeordneter und Bürgermeister von Usingen.

## Leben
Philippi entstammte einer alten Usingen Familie, die mehrfach Stadtrechner, Schöffen und Schultheißen gestellt hatte. Sein Vater Johann Christian Philippi (* 4. Januar 1802; † 29. April 1870 ebenda) war Stadtschultheiß und Kaufmann in Usingen. Die Mutter war Maria Margaretha Magdalena geborene Schreiber (* 21. Juni 1806; † 29. April 1870 jeweils in Usingen), die Tochter des Tierarztes Benedikt Schreiber.
Er heiratete am 19. Mai 1871 in Usingen Maria Carolina geborene Schweighöfer (* 10. Oktober 1846 in Usingen; † 29. April 1870 ebenda), die Tochter des Zimmermanns Johann Sebastian Schweighöfer.
1870/71 war Philippi Teilnehmer am Deutsch-Französischen Krieg. 1884 bis 1908 war er Bürgermeister von Usingen. In seiner Amtszeit wurde Usingen 1886 zur Kreisstadt des Kreises Usingen. 1895 wurde Usingen mit dem ersten Abschnitt der Bahnstrecke Friedrichsdorf–Albshausen an das Schienennetz angebunden. 1898 wurde die moderne Wasserversorgung und Kanalisation eingerichtet.
Ab 1891 war Philippi Kreistagsabgeordneter und ab 1902 Kreisbeigeordneter. Von 1915 bis 1916 vertrat er den Kreis Usingen im Nassauischen Kommunallandtag. Im Parlament war er Mitglied des Rechnungsprüfungsausschusses.